# BPM-97
BPM-97（ロシア語: БПМ-97。BPMは「国境警備隊向け戦闘車輛」の頭文字）は、1990年代にロシアのKAMAZ社で開発された装輪式装甲兵員輸送車。KAMAZ-43269とも呼ばれる。1998年に実用化され、ロシア連邦軍および準軍事部隊で運用されているほか、輸出も行われている。

## 設計
KAMAZ-4326軍用トラックをベースに開発された4輪駆動式の装甲兵員輸送車で、コンポーネントを流用していることから整備性は高い。前部にエンジンがあり、中央に乗員2名、後部に兵員が着座する。装甲は最大25ミリ厚のアルミニウム合金製で、車体上部では距離300メートルからの12.7ミリ重機関銃弾、下部では30メートルからの7.62ミリ小銃弾に抗堪する。
武装としては、車体上部に7.62ミリ機関銃架から30ミリ機関砲塔までの各種兵装を搭載可能である。兵員輸送型では通常リングマウントにKPVT14.5ミリ重機関銃を装備しているが、2021年5月には、ロシア空挺軍のタイフーン-VDV装甲車が装備するものと同型のBM-30D無人砲塔（30ミリ機関砲および7.62ミリ同軸機関銃装備）を搭載した車両が、ニジニ・ノヴゴロドでの軍事パレードにて確認されている。

## 運用
1998年に実用化され、当初ロシアでは国境警備隊や内務省軍などの準軍事部隊に配備された。その後、即応性に優れた車両として2009年からはロシア陸軍でも納入が開始されている。ロシア軍で150両ほどが調達されたほか、アゼルバイジャンとカザフスタンにも輸出されている。
名称のとおり国内警備向けの車両だが、シリア及び東部ウクライナに投入されたことが確認されている。

## 運用国
- アゼルバイジャン[1]
- カザフスタン[1]
- ロシア[1]

## ギャラリー

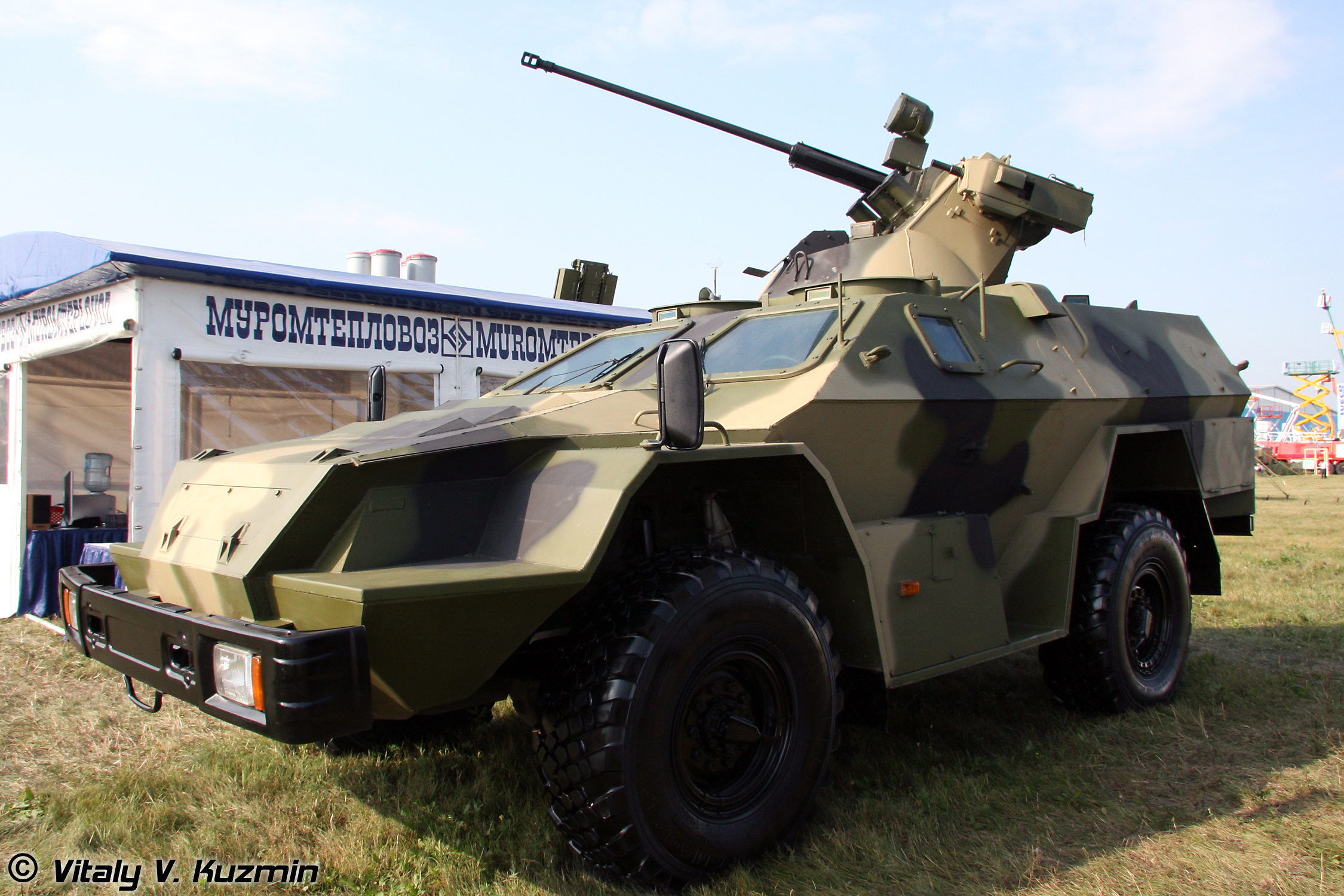
30ミリ機関砲塔搭載型
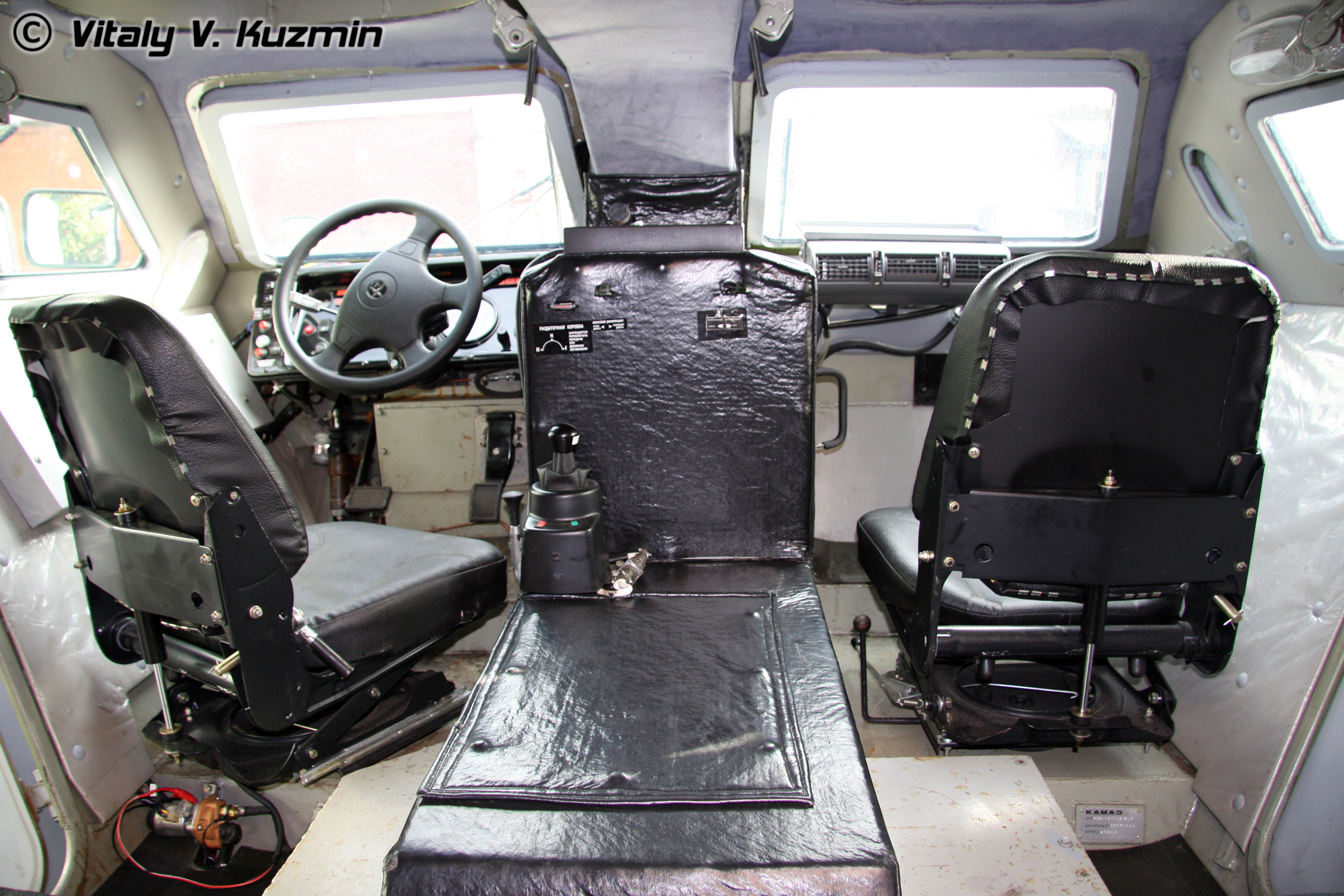
運転席
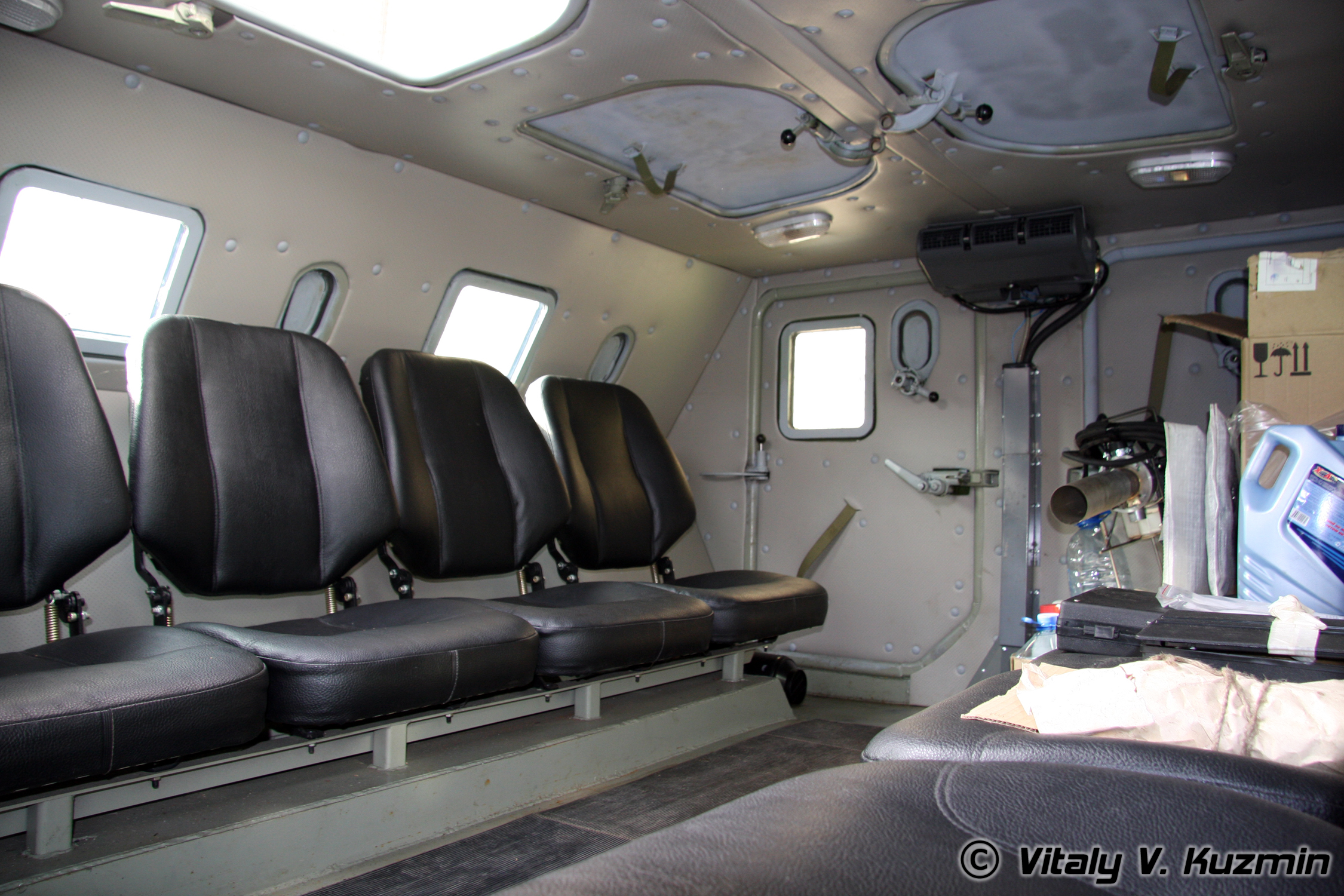
兵員席
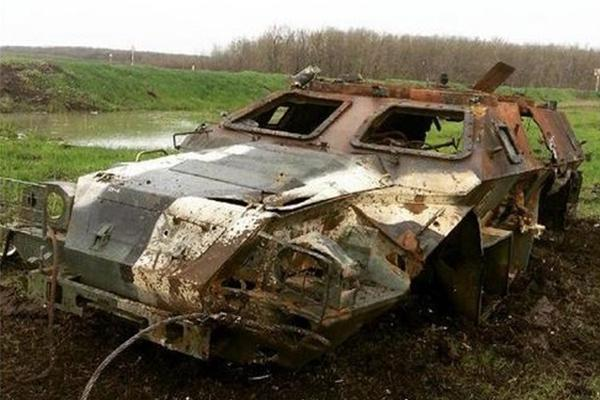
東部ウクライナで撃破されたBPM-97（2015年）